# Herakleios I av Kakheti
Herakleios I (georgiska: ერეკლე I), född 1642, död 1709, var en georgisk kung från 1675 till 1709.